# Good Luck, Babe!
Good Luck, Babe! (englisch für „Viel Glück, Liebling!“) ist ein Lied der US-amerikanischen Sängerin Chappell Roan aus dem Jahr 2024.

## Entstehung und Veröffentlichung
Geschrieben wurde das Lied von der Interpretin Kayleigh Amstutz (Chappell Roan) selbst, in Zusammenarbeit mit den beiden Koautoren Daniel Nigro und Justin Tranter. Ersterer zeichnete zudem für die Produktion verantwortlich.
Die Erstveröffentlichung von Good Luck, Babe! erfolgte am 5. April 2024 als Single bei den Musiklabels Amusement Records, Island Records und KRA Records (Katalognummer: 24UMGIM31246). Diese erschien als digitaler Einzeltrack zum Download und Streaming.
Mit dem Lied erfolgte unter anderem ein Liveauftritt in der Tonight Show im Juni 2024.

## Inhalt
Good Luck, Babe! thematisiert die komplexen Gefühle und Erfahrungen in einer Beziehung, die durch Zwangsheterosexualität (compulsory heterosexuality) geprägt ist. Das Lied erzählt von einer queeren Frau, die ihre romantischen Gefühle für Roan und generell für Frauen unterdrückt und leugnet, um gesellschaftlichen Erwartungen zu entsprechen. Roan beschreibt darin eine vergangene Liebe, die zerbrach, weil ihre Partnerin sich nicht zu ihrer wahren Identität bekennen wollte und stattdessen ein heterosexuelles Leben wählte – etwa durch eine Ehe mit einem Mann –, obwohl sie tiefere Gefühle nicht abstellen kann.

## Kommerzieller Erfolg
Bis März 2025 zählte das Lied über 1,3 Milliarden Streams bei Spotify.

### Chartplatzierungen
Good Luck, Babe! avancierte zum Nummer-eins-Hit in Irland. Darüber hinaus erreichte es Top-10-Platzierungen im Vereinigten Königreich (Rang 2), Australien und den Vereinigten Staaten (je Rang 4), Neuseeland (Rang 5), Belgien (Rang 7) und Österreich (Rang 8).
| ChartsChartplatzierungen       | Höchstplatzierung | Wochen |
| ------------------------------ | ----------------- | ------ |
| Deutschland (GfK)              | 18 (38 Wo.)       | 38     |
| Österreich (Ö3)                | 8 (43 Wo.)        | 43     |
| Schweiz (IFPI)                 | 18 (44 Wo.)       | 44     |
| Vereinigte Staaten (Billboard) | 4 (52 Wo.)        | 52     |
| Vereinigtes Königreich (OCC)   | 2 (… Wo.)         | …      |

| ChartsJahrescharts (2024)      | Platzierung |
| ------------------------------ | ----------- |
| Deutschland (GfK)              | 68          |
| Österreich (Ö3)                | 47          |
| Schweiz (IFPI)                 | 58          |
| Vereinigte Staaten (Billboard) | 15          |
| Vereinigtes Königreich (OCC)   | 8           |

### Auszeichnungen für Musikverkäufe
| Land/Region                  | Auszeichnungen für Musikverkäufe (Land/Region, Auszeichnung, Verkäufe) | Verkäufe  |
| ---------------------------- | ---------------------------------------------------------------------- | --------- |
| Australien (ARIA)            | 9× Platin                                                              | 630.000   |
| Belgien (BRMA)               | Platin                                                                 | 40.000    |
| Brasilien (PMB)              | Diamant                                                                | 160.000   |
| Dänemark (IFPI)              | Platin                                                                 | 90.000    |
| Deutschland (BVMI)           | Gold                                                                   | 300.000   |
| Frankreich (SNEP)            | Platin                                                                 | 200.000   |
| Griechenland (IFPI)          | Platin                                                                 | 20.000    |
| Italien (FIMI)               | Gold                                                                   | 50.000    |
| Kanada (MC)                  | 4× Platin                                                              | 320.000   |
| Neuseeland (RMNZ)            | 3× Platin                                                              | 90.000    |
| Österreich (IFPI)            | Gold                                                                   | 15.000    |
| Polen (ZPAV)                 | 2× Platin                                                              | 100.000   |
| Portugal (AFP)               | 3× Platin                                                              | 30.000    |
| Spanien (Promusicae)         | Platin                                                                 | 60.000    |
| Vereinigte Staaten (RIAA)    | 4× Platin                                                              | 4.000.000 |
| Vereinigtes Königreich (BPI) | 3× Platin                                                              | 1.800.000 |
| Zentralamerika (CFC)         | Platin                                                                 | 70.000    |
| Insgesamt                    | 3× Gold · 34× Platin · 1× Diamant ·                                    | 7.975.000 |